# Črni Kal-viaduct

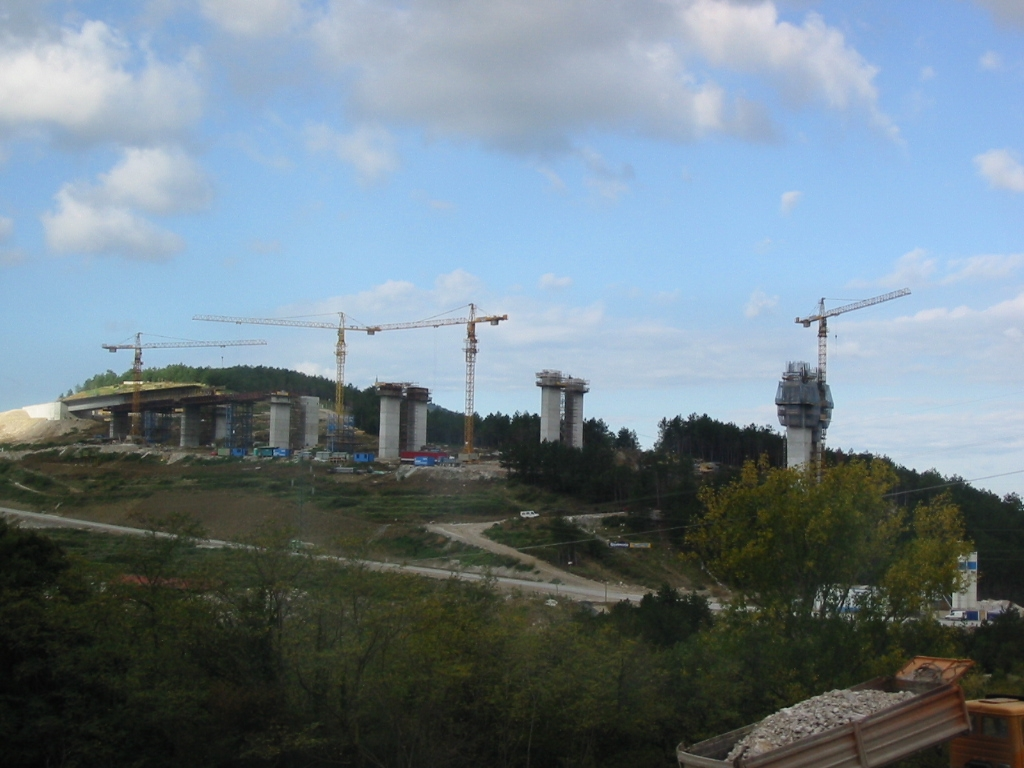
De bouw van het Črni Kal-viaduct

Het Črni Kal-viaduct is een viaduct in de Sloveense snelweg A1. Het is het langste en hoogste viaduct van Slovenië en is gelegen bij de plaats Črni Kal, ten oosten van de kuststad Koper in het zuiden van het land. Het viaduct overspant het Osp-dal.

## Constructiegegevens
De hoogte van het viaduct bedraagt op het hoogste punt 87,5 meter. De totale lengte van dit snelwegviaduct is 1065 meter. Het wegdek rust op elf zuilen. De bouw van het project begon in 2001 en was voltooid in 2004. Op 23 september van dat jaar werd het viaduct voor verkeer geopend.